# 누들로드 (사운드트랙)
《누들로드》는 한국방송공사(KBS)에서 제작, 2008년 12월 초부터 2009년 3월 말까지 방영된 국수 요리의 유래와 발전 등을 다룬 다큐멘터리《인사이트 아시아 - 누들로드》(Noodle Road)의 사운드트랙이다. 프로듀서는 이 다큐멘터리의 음악감독이기도 한 가수 윤상이 맡았는데, 1993년 MBC 드라마 《파일럿》의 사운드트랙 이후 두 번째 프로듀싱한 작품이다.

## 배경
윤상은 이 다큐멘터리 음악감독으로 참여하게 된 계기에 대해 "《누들로드》를 연출하는 이욱정 PD가 2007년 10월 윤상의 프로젝트 그룹인 모텟의 라이브 공연에 직접 방문하여 같이 해보자고 제안을 해다"며 "새로운 스타일의 다큐멘터리 음악을 원하셔서 개인적으로 욕심이 났다"고 밝혔다. 또한 그는 음악 콘셉트에 대해 "여러 가지 아이디어를 통해 독특하고 다양한 사운드를 들려드릴 수 있도록 노력했으며, 전자음을 써서 화면에서 느껴지는 속도감을 표현하는데 중점을 뒀다"고 설명했다.

## 음반 정보
앨범 속지에는 음악에 관하여 '이 앨범에는 촬영현지에서 녹음된 음원이 사용되고 있으며, 결과물의 음향상태는 모두 의도된 것입니다'라는 안내문이 적혀있다.

## 시상식 후보 선정
윤상은 2009년 여섯 번째 정규앨범인 《그땐 몰랐던 일들》, 프로젝트 팀 모텟의 앨범도 발매했는데, 누들로드 음악까지 사운드트랙으로 발매되었다. 2010년 3월에는 제7회 한국대중음악상에서 올해의 음악인 부문, 최우수 댄스·일렉트로닉 음반(6집, 모텟)/최우수 댄스&일렉트로닉 노래(6집 수록곡 〈떠나자〉)/최우수 영화TV부문에 후보로 오르게 된다.

## 수록곡
| #   | 제목                     | 재생 시간 |
| --- | ------------------------ | --------- |
| 1.  | 〈Opening Theme〉        | 0:26      |
| 2.  | 〈Episode Title 1〉      | 0:11      |
| 3.  | 〈Question〉             | 0:36      |
| 4.  | 〈Dry Climate re〉       | 1:20      |
| 5.  | 〈Soul Food〉            | 2:11      |
| 6.  | 〈In to the Boundery〉   | 0:59      |
| 7.  | 〈Lost City Haihm〉      | 1:13      |
| 8.  | 〈Palatina Church〉      | 0:48      |
| 9.  | 〈Desert〉               | 0:57      |
| 10. | 〈Noodle on Fire〉       | 1:24      |
| 11. | 〈Icy Noodle (With IS)〉 | 2:41      |
| 12. | 〈The Mistery Food〉     | 0:45      |
| 13. | 〈Taste of China 1〉     | 1:01      |
| 14. | 〈Menla〉                | 0:50      |
| 15. | 〈Back In Asia v.2〉     | 1:40      |
| 16. | 〈Noodle Dancing〉       | 0:58      |
| 17. | 〈Noodle Is String〉     | 0:30      |
| 18. | 〈People’s Pasta〉       | 1:26      |
| 19. | 〈Pasta Fantasy〉        | 1:48      |
| 20. | 〈Beauty Of Mill Field〉 | 0:48      |
| 21. | 〈Taste of Rome〉        | 0:47      |
| 22. | 〈Europe By String〉     | 0:30      |
| 23. | 〈Taste of Italy〉       | 1:01      |
| 24. | 〈Italian Flavour〉      | 1:04      |
| 25. | 〈Lack of Noodle〉       | 0:36      |
| 26. | 〈Chow Fun Trio〉        | 2:22      |
| 27. | 〈Noodles On Parade〉    | 2:29      |
| 28. | 〈Taste of Japan〉       | 0:47      |
| 29. | 〈History of Soba〉      | 1:37      |
| 30. | 〈Temple〉               | 2:06      |
| 31. | 〈Technoodle 1〉         | 1:25      |
| 32. | 〈Technoodle 2〉         | 0:58      |
| 33. | 〈Space By Noodle〉      | 1:14      |
| 34. | 〈Main Theme〉           | 1:26      |
| 35. | 〈Ending Theme〉         | 1:18      |
| 36. | 〈The Noodle Express〉   | 3:10      |

## 참여
- 윤상 - 프로듀서, 작곡, 프로그래밍, 믹싱(Digitalian Studio)
- Kayip - 작곡, 프로그래밍, 믹싱
- Tim H. Lee - 작곡, 프로그래밍, sound FX, 믹싱(Ssaki's Studio)
- haihm - 작곡, 프로그래밍, 믹싱(haihm's private)
- 최효영(소닉 코리아) - 마스터링
- 김기홍(ode 뮤직) - A&R
- MAAcho(ode inc) - Desined